# Filémón (básník)
Filémón (řecky Φιλήμων, asi 365/360 př. n. l. – 264/263 př. n. l.) byl starořecký básník a dramatik, skladatel komedií.

## Život
Narodil se pravděpodobně v letech 365/360 př. n. l. Údaje o jeho původu nejsou jednotné. Většinou se soudí, že pocházel ze Syrákús  na Sicílii, ale jiný starověký zdroj uvádí jako jeho rodiště Soloi v Kilíkii. 
Na athénském jevišti působil od roku 330 př. n. l. Po Menandrovi byl nejvýznamnějším představitelem tzv. nové atické komedie; v roce 327 př. n. l. zvítězil o Dionýsiích, třikrát vyhrál o Lénajích. V roce 307/306 př. n. l. se stal athénským občanem.
Nějakou dobu údajně pobýval na dvoře Ptolemaiovců v Alexandrii. Zemřel ve vysokém věku, bylo mu téměř sto let (264/263 př. n. l.).

## Dílo
Složil 97 komedií, z nichž se žádná nedochovala. Částečně se zachovaly názvy (známe 64 titulů) a více než 200 zlomků. Některé z nich ale mohou být dílem Filémóna Mladšího, jeho syna, který byl též dramatikem a složil 54 komedií.
Filémónovy hry oplývaly jadrným vtipem a byly velmi oblíbené. Drsný humor jeho komedií byl často příčinou Filémónova vítězství nad jemnějším Menandrem.
Římský dramatik Plautus užil několika jeho her jako předlohy pro své komedie. Zpracováním Filémónových komedií jsou Plautovy hry Mercator, Trinummus [Trojgroš] a Mostellaria [Komedie o strašidle].
Je třikrát lépe zvířatům, jimž dán
přec není rozum, žádné otázky
a jiné zbytečnosti – zákonem jim
je přirozenost vlastní; jen lidem však
je život víc, než může člověk snést –
ten otrok představ, tvůrce zákonů.
Filémón